# 法图伊瓦
法图伊瓦（Fatu-Hiva）是法国海外集体法屬玻里尼西亞马克萨斯群岛行政区的一个市镇，领土涵盖同名岛屿。

## 地理
法图伊瓦（10°29'28"S, 138°38'50"W）面积84 平方千米，位于法国海外集体法屬玻里尼西亞馬克薩斯群島。
由于法图伊瓦领土为海洋中的一岛屿，故不与任何市镇接壤。

## 行政
法图伊瓦的邮政编码为98740，INSEE市镇编码为98718。

## 政治
法图伊瓦的现任市长为亨利·图耶伊努伊（Henri Tuieinui）先生，任期为2020-2026年。

## 人口
法图伊瓦于2022年时的人口数量为600人。